# Brousse (végétation)
Cet article concerne la formation végétale. Pour le fromage, voir Brousse (fromage). Pour les autres significations, voir Brousse.

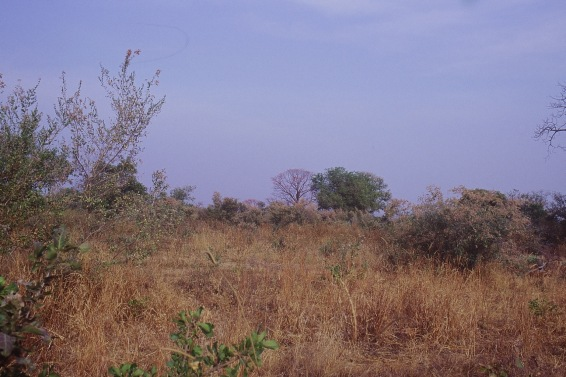
La brousse au Mali.

La brousse est un type de végétation surtout tropicale, essentiellement composée de buissons, arbustes et plantes herbacées . Elle se distingue de la savane qui est une forme de prairie parfois parsemée d'arbres isolés ou groupés en bosquets.
Par extension, le terme de brousse désigne en Afrique un espace situé loin des centres urbains, un sens similaire à l'anglais bush, et qui a donné son nom au « taxi-brousse ». En français métropolitain, ce sens a fini par s'appliquer à toute campagne isolée, ou « bled ».

## Étymologie
Le terme de brousse est certainement un emprunt (1876) au provençal brossa et s'appliquait à l'origine à une formation buissonnante du Sud de la France.